# Здроди-Нові
Здроди-Нові (пол. Zdrody Nowe) — село в Польщі, у гміні Посвентне Білостоцького повіту Підляського воєводства.
Населення — 150 осіб (2011).
У 1975-1998 роках село належало до Білостоцького воєводства.

## Демографія
Демографічна структура станом на 31 березня 2011 року:
|          | Загалом | Допрацездатний вік | Працездатний вік | Постпрацездатний вік |
| -------- | ------- | ------------------ | ---------------- | -------------------- |
| Чоловіки | 75      | 16                 | 51               | 8                    |
| Жінки    | 75      | 15                 | 39               | 21                   |
| Разом    | 150     | 31                 | 90               | 29                   |